# Канадская тихоокеанская железная дорога

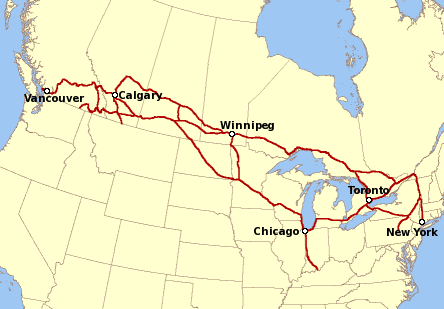
Основные магистрали Canadian Pacific Railway

Canadian Pacific Railway, Канадская тихоокеанская железная дорога, сокращённо CPR или CP Rail, учётная марка CP — североамериканская железнодорожная компания. Её железнодорожная сеть в Канаде простиралась от Ванкувера до Монреаля, а также присутствовала в крупнейших городах Соединённых Штатов, таких как Миннеаполис, Чикаго и Нью-Йорк. Штаб-квартира находилась в городе Калгари, провинция Альберта.
Железная дорога изначально была построена между восточной частью Канады и Британской Колумбией с 1881 по 1885 гг. (линии, соединяющие с долиной Оттавы и районом залива Georgian Bay были построены ранее), выполняя обещание продления до Британской Колумбии, когда она вступила в Конфедерацию в 1871 году. Это первая трансконтинентальная железная дорога Канады. Теперь это прежде всего магистраль для грузовых железнодорожных перевозок, но в течение десятилетий была практически единственным средством перевозки пассажиров на большие расстояния в большинстве регионов, а также сыграла важную роль в колонизации и развитии Западной Канады. Компания стала одной из крупнейших и наиболее мощных в Канаде, удерживала эти позиции до 1975 года. Пассажирские перевозки были проданы VIA Rail в 1978 году. Бобр был выбран в качестве логотипа железной дороги, поскольку он является одним из национальных символов Канады и олицетворяет собой трудолюбивый характер компании.
Canadian Pacific Railway была публичной компанией с более чем 15 000 служащих и рыночной капитализацией 7 млрд долларов в 2008 году.
Длина Канадской Тихоокеанской железной дороги в 1885 году была 4828 км.

## История

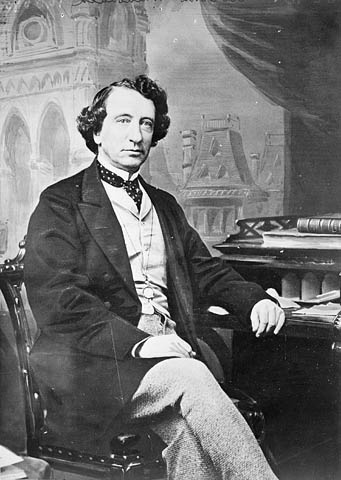
Сэр Макдональд, Джон Александер

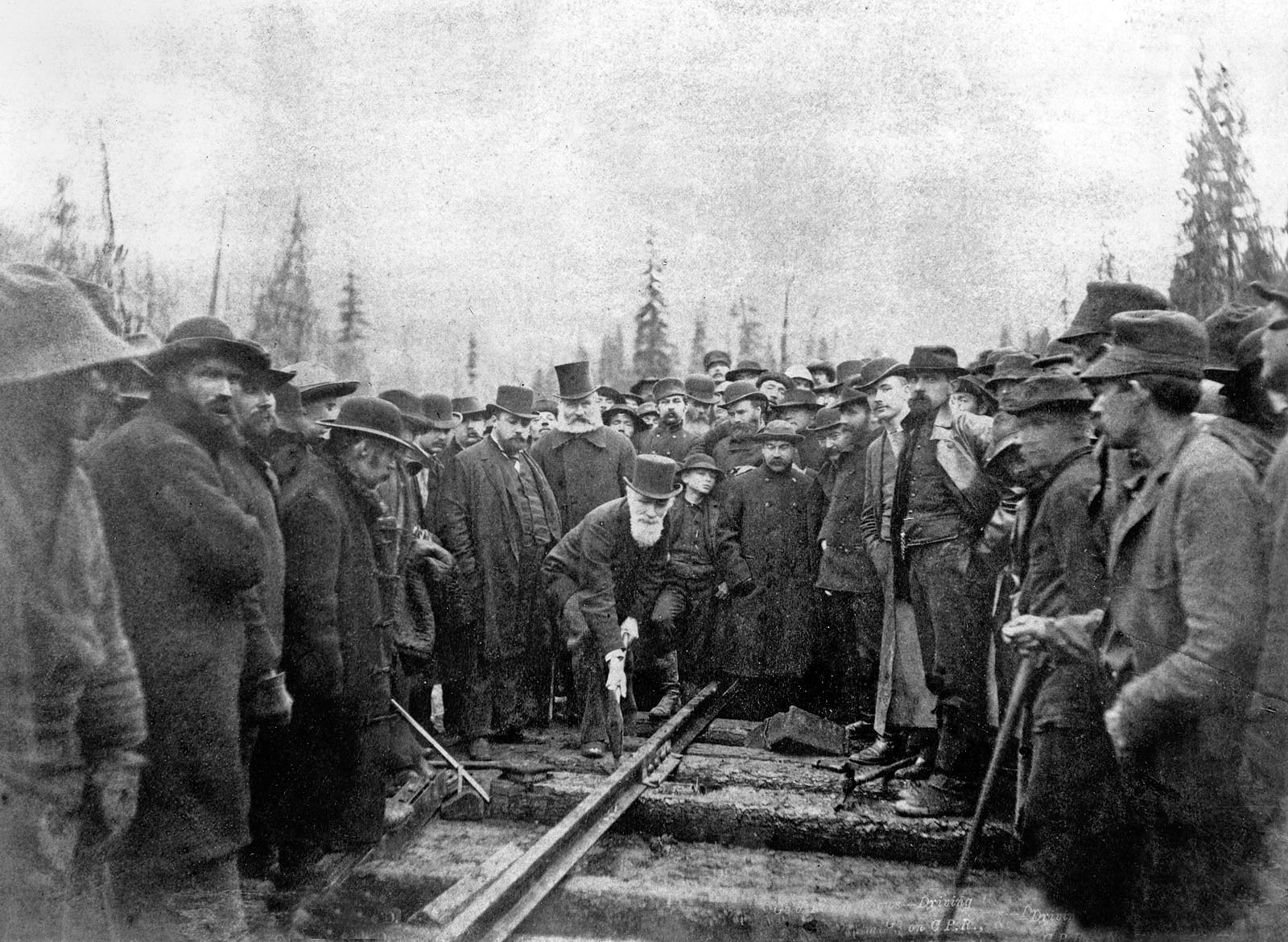
Дональд Смит, позднее известен как лорд Страткона, забивает последний костыль на строительстве Canadian Pacific Railway, в Craigellachie в Британской Колумбии, 7 ноября 1885. Завершение трансконтинентальной железной дороги было одним из условий вступления Британской Колумбии в Конфедерацию

Контракт на строительство трансконтинентальной железной дороги был утверждён 15 февраля 1881 года, на следующий день была зарегистрирована Canadian Pacific Railway Company (CPRC) со штаб-квартирой в Монреале. По условиям контракта компания получила 25 млн долларов, собранных по подписке, а также 25 млн акров (100 тыс. км²) земель, включая лес и имеющиеся под землёй минеральные ресурсы. Позже для финансирования строительства выпускались акции и облигации, в частности CPRC в 1883 году стала первой компанией не из США, разместившей акции на Нью-Йоркской фондовой бирже. Хотя на строительство было отведено 10 лет, оно было завершено за 4 года, 7 ноября 1885 года была готова основная линия самой длинной и самой дорогой на то время железной дороги. Первый пассажирский поезд, Pacific Express, отправился по новой линии 28 июня 1886 года из Монреаля и прибыл в Порт-Муди (Британская Колумбия) 4 июля.

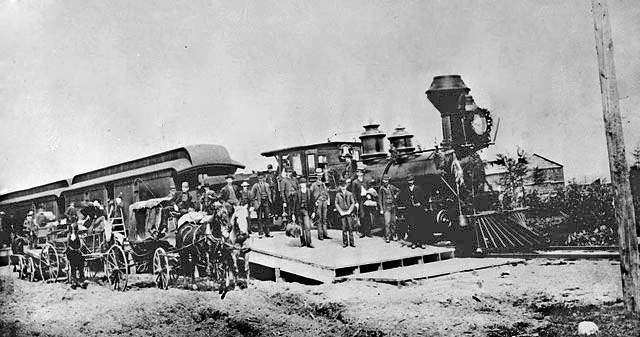
Первый трансконтинентальный поезд прибыл в Порт-Артур (Онтарио) 30 июня 1886

Уже в процессе строительства железной дороги компания начала осваивать другие направления деятельности, включая добычу полезных ископаемых (угля, цинка, свинца, золота, серебра), создание ирригационных систем, выращивание пшеницы, импортные и экспортные операции. В 1886 году компания наняла 7 кораблей для закупки чая и шёлка в Азии. Вскоре была создана дочерняя, пароходная компания CP Ships, в 1903 году она начала осуществлять регулярные трансатлантические рейсы. Пассажирские лайнеры Canadian Pacific Empress совершали рейсы в Тихом и Атлантическом океанах вплоть до 1970-х годов. Также в 1886 году началось строительство отелей вдоль железной дороги; позже это направление деятельности было оформлено в дочернюю компанию Canadian Pacific Hotels, у которой были отели во всех городах, через которые проходила Канадская тихоокеанская железная дорога. В 1883 году при строительстве железной дороги было открыто первое и одно из крупнейших месторождений природного газа в провинции Альберта. В 1898 году была куплена металлургическая компания British Columbia Smelting and Refining Company; в 1906 году она была объединена с другими активами в этой сфере в компанию Consolidated Mining and Smelting Company of Canada (позже Cominco, с 2001 года Teck Resources). В 1905 году была куплена железнодорожная компания Esquimalt and Namaimo Railway вместе с принадлежавшими ей 6 тыс. км² леса. В 1909 году в Альберте был открыт виадук Летбридж — самое крупное железнодорожное сооружение страны и крупнейшее сооружение подобного типа в мире.
В 1942 году была создана авиакомпания Canadian Pacific Air Lines на основе купленных 10 региональных авиалиний; с 1955 года она начала первые в мире регулярные трансполярные рейсы из Ванкувера в Амстердам и на определённом этапе своей истории была второй крупнейшей авиакомпанией Канады. В 1920-х годах начался процесс замены паровозов на дизельные тепловозы, он был завершен в 1954 году. Для управления разнообразными активами CPRC в 1962 году была создана холдинговая компания Canadian Pacific Investments. В 1965 году CPRC перешла под контроль канадских инвесторов, ранее основные доли в ней имели инвесторы из Великобритании, Франции и США. В 1971 году была создана материнская компания Canadian Pacific Limited, её дочерними структурами стали Canadian Pacific Railway, нефтегазовая компания PanCanadian Petroleum (позже Ovintiv) и другие и компании в различных отраслях. В 1976 году канадское правительство создало компанию Via Rail Canada, которая к 1979 году приобрела все пассажирские железнодорожные перевозки в Канаде у Canadian Pacific и её основного конкурента, Canadian National Railway Company.
В 1980-х годах компания столкнулась с финансовыми проблемами, поскольку кризис в аграрном секторе США и Канады привёл к сокращению грузовых перевозок, а падение цен на нефть в 1986 году сделало убыточным нефтегазовое подразделение Canadian Pacific. В 1981 году для сокращения долга была продана металлургическая компания Cominco (на то время один из крупнейших в мире производителей цинка). В 1987 году за 300 млн долларов была продана авиакомпания CP Air (она вошла в состав Canadian Airlines). В 1984 началось строительство железнодорожного тоннеля Mount Macdonald Tunnel для расширения тоннеля Connaught Tunnel в горах Селкирк. Первый поезд прошёл через тоннель в 1988 году; длина — 14,7 км, это самый длинный тоннель в Северной Америке. В 1990 году было завершено поглощение американской железнодорожной компании Soo Line Railroad, а в следующем году — Delaware and Hudson Railway, работавшей на северо-востоке США. В 1993 году были проданы интересы в лесном хозяйстве (доля 60,7 % в компании Canadian Pacific Forest Products), а также некоторые другие убыточные предприятия; число сотрудников Canadian Pacific сократилось с 75 тыс. в конце 1980-х годов до 40 тыс. в 1994 году, выручка — с более 10 млрд долларов до 6,5 млрд.
В 1995 году штаб-квартира компании была перенесена из Монреаля в Калгари. Вскоре были проданы доли в двух компаниях: Unitel (междугородняя связь, в 1996 году) и Laidlaw (междугородние автобусы и вывоз мусора в ряде городов Канады и США, в 1997 году). Кроме этого, в 1996 году за 952 млн канадских долларов была продана компания по управлению недвижимостью Marathon Realty, а также часть железнодорожной сети общей протяжённостью 8,9 тыс. км.
В феврале 2001 года было объявлено о разделе Canadian Pacific Limited на пять независимых компаний: Canadian Pacific Railway (грузовые железнодорожные перевозки), CP Ships (судоходная компания), PanCanadian Petroleum (нефтегазовая компания), Fording (добыча угля) и Fairmont Hotels and Resorts (отели и курортные комплексы в Канаде, США и других странах). Разделение было завершено в октябре того же года.

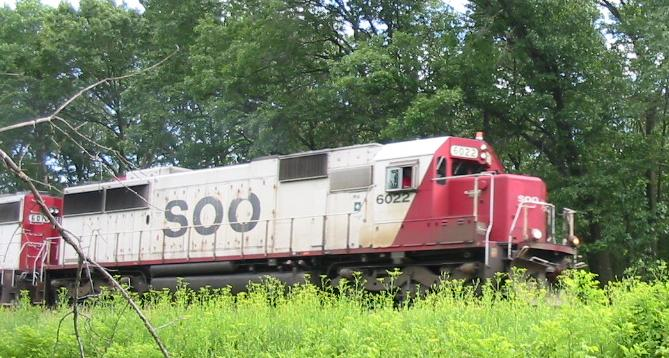
Тепловоз EMD SD60 тянет поезд через Висконсин Деллс, 20 июня 2004

В 2008 году была куплена компания Dakota, Minnesota and Eastern Railroad, осуществлявшая железнодорожные перевозки на Среднем Западе США. В 2020 году была куплена компания Central Maine & Quebec Railway, работавшая в Квебеке и штатах Мэн и Вермонт; ранее она принадлежала Canadian Pacific, но была продана в 1995 году.

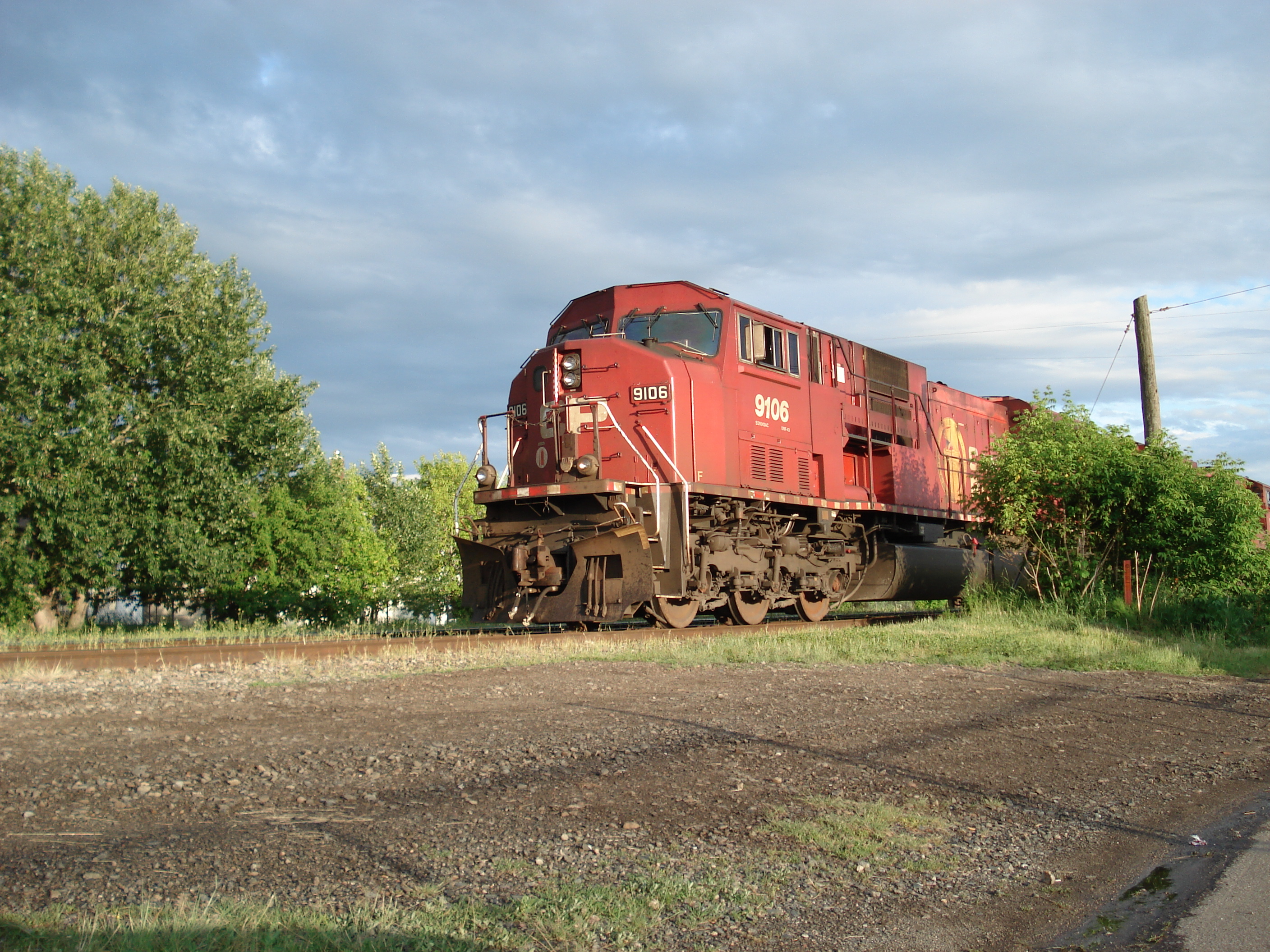
Тепловоз EMD SD90MAC в Тандер-Бей, Онтарио, Канада

В марте 2021 года Canadian Pacific объявила о намерении купить за 29 млрд долларов американскую компанию Kansas City Southern, владевшей сетью железных дорог на востоке и юге США, а также в Мексике. Через месяц Canadian National Railway сделала более крупное предложение — 33,7 млрд долларов, оно было принято в мае 2021 года, но в августе сделка была заблокирована регулятором железнодорожного рынка США (Surface Transportation Board). В сентябре 2021 года Canadian Pacific сделала новое предложение в 31 млрд долларов, оно было одобрено как акционерами Kansas City Southern, так и регуляторами рынка. Слияние двух компаний было завершено 14 апреля 2023 года созданием объединённой компании Canadian Pacific Kansas City.

## Деятельность
Canadian Pacific Railway осуществляла грузовые железнодорожные и интермодальные (с применением автотранспорта) перевозки в Канаде и США. Железнодорожная сеть составляла 21,5 тыс. км в Канаде, а также на северо-востоке и Среднем Западе США. Основными типами грузов были зерно (20 % выручки), нефтегазовые и химические продукты (14 %), металлы и минеральное сырьё (10 %), уголь (7 %), калийные соли (7 %), брёвна и пиломатериалы (5 %), автомобили (5 %), удобрения (4 %). Около четверти выручки приносили интермодальные перевозки в ISO-контейнерах.
По состоянию на 2022 год в компании работало 13 тыс. человек, из них 74 % были членами профсоюза. У компании было 1366 локомотивов (из них 63 арендованные, остальные собственные) и 35 тыс. вагонов (из них 10 тыс. арендованных). Средний возраст подвижного состава был 21 год. Для интермодальных перевозок использовались 7,5 тыс. контейнеров и 7 тыс. контейнерных шасси.
Штаб-квартира и основной операционный центр находились в Калгари (Канада), дополнительный операционный центр располагался в Миннеаполисе (США). На Канаду приходилось 73 % выручки, на США — 27 %.

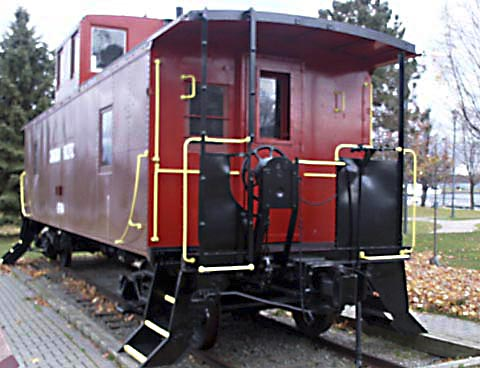
Исторический «тормозной вагон» в Бруквилл (Онтарио), Онтарио

## Гостиницы и курорты
Для развития туризма и пассажирских перевозок Canadian Pacific построен ряд курортных отелей первого класса. Эти отели уже стали достопримечательностями. Например, The Algonquin в Сент-Эндрюс (Нью-Брансуик), Шато-Фронтенак в Квебеке, Royal York в Торонто, Minaki Lodge в Minaki Онтарио, Hotel Vancouver, гостиница Empress Hotel в штате Виктория и Banff Springs Hotel и Chateau Lake Louise в канадских Скалистых горах. Несколько отелей были приобретены у конкурента, Canadian National в течение 1980-х. Отели сохраняют наследие Canadian Pacific, но уже не управляются железной дорогой. В 1998 году Canadian Pacific Hotels приобрела американская компания Fairmont Hotels, став Fairmont Hotels Resorts Inc. и управляла историческими канадскими отелями, а также отелями сети Fairmont в США, пока не была продана в 2006 году.

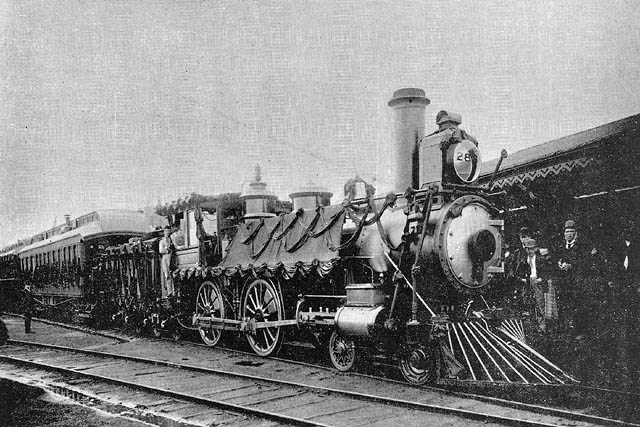
Похоронный поезд премьер-министра (сэр Макдональд, Джон Александер)

## Локомотивы

### Дизельные локомотивы
- EMD
  - SD40
  - SD40-2
  - SD60 (ex-Soo Line)
  - SD90MAC (SD90/43MAC)
  - Бустерные секции

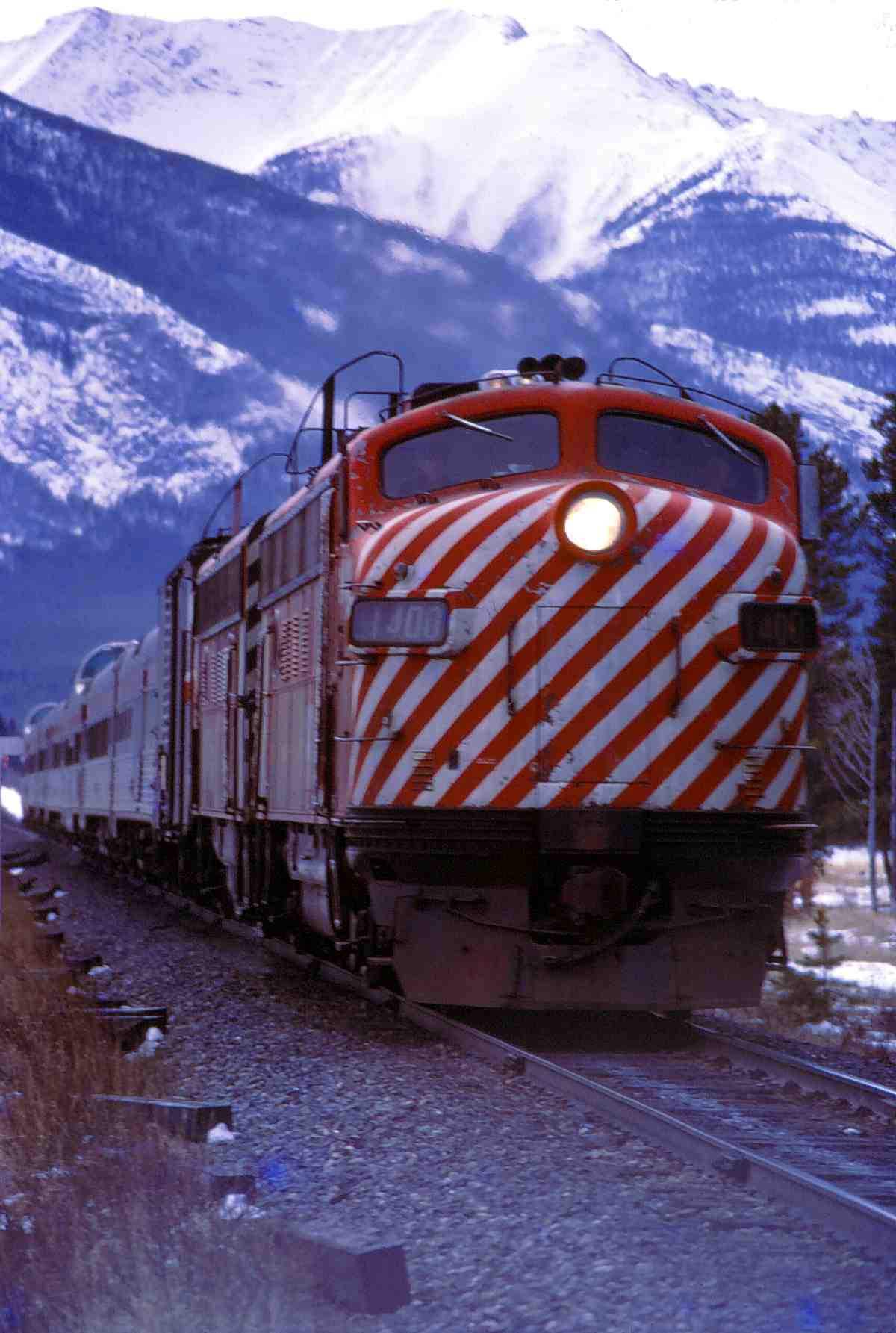
Пассажирский поезд CP уходит на восток к Калгари, ок. 1973

  - MP15DC,MP15AC (ex-Soo Line, né Milwaukee Road)
  - GP40
  - SD10 (ex-Soo Line, ex-Milwaukee Road, né Milwaukee Road SD7)
  - GP39-2
  - E8A (куплен для совместного использования Canadian Pacific / Boston and Maine Railroad в Вермонте)

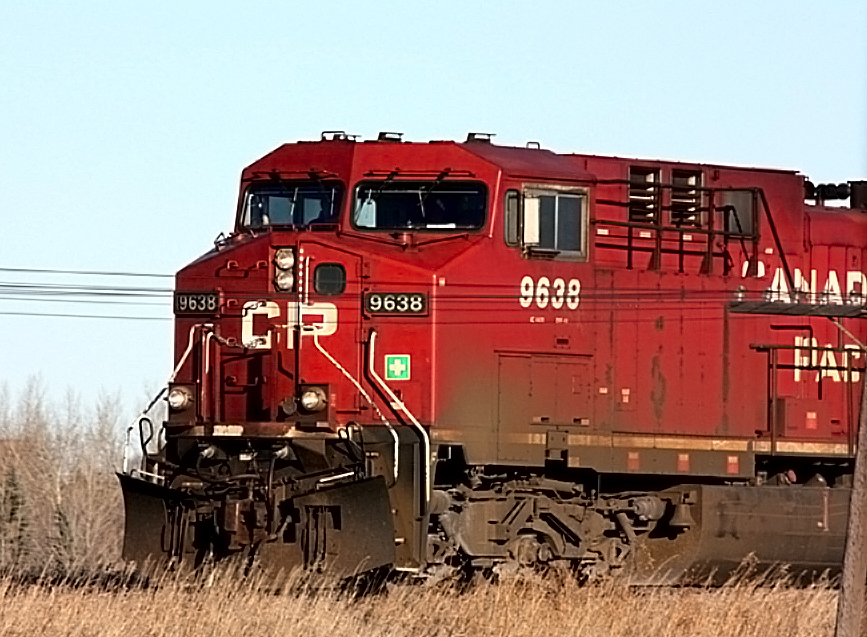
Локомотив GE AC4400CW тянет товарный поезд около Реджайны, Саскачеван

- GMD
  - SD40-2
  - GP35
  - SW1200, 1200RSu, 1200RS
  - SW1500
  - SW900
  - SW8
  - SW9u
  - GP9, GP9u, GP9R
  - GP7u
  - GP40, GP40-2
  - GP38AC, 38-2
  - GP39-2
  - FP7Au
  - EMD FP9A, F9B
  - SW900M
  - F9B
  - F7B
  - SD40-2F
  - EMD GP40-2 (DM&E, ex-IC&E)
  - EMD SD40-3 (DM&E, ex-IC&E, ex-I&M Rail Link)

- Montreal Locomotive Works
  - FA-1
  - FPA-2
  - RSD-17
  - RSD-8
  - RSD-2
  - RS-23
  - Boosters
  - C-424
  - Hump Braking Unit (based on GP9)
  - C-630M
  - M-630
  - S-3
  - RS-10
  - S-11m
  - M-636
  - M-640
  - RS18, RS18u
  - RSD-17

- CLC
  - 44H44A1
  - H16-44
  - H24-66
  - CFA16-4
  - CFB16-4
  - CPA16-4
  - CPB16-4

- GE
  - AC4400CW
  - ES44AC

- Railpower Technologies
  - GG20B (returned to Railpower)

- ALCO
  - S-2

- BLW
  - DRS4-4-1000
  - DS4-4-1000